# Puy Pendu
Le puy Pendu est un sommet du Massif central, situé sur la commune de Meymac, en Corrèze. Avec 970 m d'altitude, c'est le deuxième plus haut sommet du département après le mont Bessou (977 m), situé à moins de deux kilomètres au sud-est.

## Géographie
Il est situé dans le parc naturel régional de Millevaches en Limousin, et fait donc géographiquement partie du plateau de Millevaches.
Ses voisins sont, au sud-ouest la montagne du Cloup (966 m), à l'ouest le puy du Longéroux (936 m), au nord-ouest le puy Cherfau (923 m) et le puy Chavirangeas (924 m), au nord le puy de Gout (951 m), au nord-est le puy Clamoudet (950 m) et au sud-est le mont Bessou (977 m).

## Hydrographie
À l'ouest du puy Pendu, à environ 500 mètres à vol d'oiseau, presque 100 mètres plus bas, se trouvent les sources de la Vézère.
Au sud du puy Pendu, à environ 500 mètres à vol d'oiseau et 100 mètres plus bas (875 m) se trouvent les sources du Riou Tras la Jarrige, le premier petit affluent (2,5 km) de la Luzège. Ce ruisseau rejoint la Luzège au hameau de Lontrade sur la commune de Meymac, alors que cette Luzège s'appelle pour l'IGN le Riou du Pâtural Grand à l'est du puy Pendu et de son « cousin » le puy Redon (935 m).

## Accès
À partir de la route départementale D 979, en gros un axe est-ouest, près du lieu-dit les Pins de la Demoiselle, prendre de chemin du Loup vers le nord.